# フラット八戸
FLAT HACHINOHE（フラットはちのへ、英: FLAT HACHINOHE）は、青森県八戸市尻内町にある多目的アリーナである。

## 概要
敷地は八戸駅西口の前にあり、八戸市が1997年から進めてきた土地区画整理事業のエリア内にあり、約1万5000㎡にのぼる。この土地は都市計画上、広域から集客する核施設の整備が求められていたが、長年にわたって具体化することはなく事業推進上の課題となっていた。その後、スポーツ用品量販店のゼビオの子会社である、クロススポーツマーケティングが市と共に多目的アリーナをメインとした、総合スポーツエリアを建設する事が決定した。
ゼビオが建設・運営する多目的アリーナは宮城県仙台市太白区にあるゼビオアリーナ仙台に次ぐ2つ目である。
エリアの名称であるFLATは氷都八戸を愛する人全てが立場を超え分け隔てなく自由に集まるフラットな場という意味から名付けた。今後はネーミングライツ（施設命名権）の導入も検討する予定。
事業スキームは市があらかじめ約8億円で購入していた区画整理事業の保留地を同社に無償で貸し付ける。建築と施設運営は同社が担う。完成後は市は2020年度から30年間にわたり年間1億円（消費税別）の利用料を支払うことにより、年2500時間の利用枠を得る。なお、この利用枠の時間設定が利用しにくい時間帯になっていることや、利用枠以外での貸館での使用料が過大であることについて地元競技団体や市議会から不信の声が上がり、市は再度交渉し、早期予約者への「早特割」「早割」が設定されることとなった。
施設は多目的アリーナのFLAT ARENA（フラットアリーナ）、屋外共用スペースのFLAT SPACE（フラットスペース）、エントランス部分のFLAT X（フラットクロス）、周辺の学校や居住空間と繋がるFLAT PARK（フラットパーク）の4つの要素から構成されている。公園は八戸市が整備する。プロジェクトのクリエイティブマネジメントは、佐藤可士和が代表の「サムライ（SAMURAI）」が担当し、設計・施工を戸田建設が実施している。
メイン施設となるFLAT ARENA（フラットアリーナ）はアイスホッケーやフィギュアスケートで使用可能な通年型アイスリンクをベースとしながら、断熱式フロアを敷設することによりバスケットボールなどのスポーツやコンサートなどの多様なイベントにも使用可能な、日本初の多目的アリーナとなっている。フロアへの転換はアリーナの氷を溶かすことなく、アイスリンクの上に断熱式フロア材を敷くことで、数時間で設営できる。
ゼビオが経営するアイスホッケーチーム東北フリーブレイズのメインアリーナやB.LEAGUEの青森ワッツなどが利用している。
2020年4月7日に一般営業を開始した。

## 施設概要
- FLAT ARENA（フラットアリーナ）
  - 収容人数：約3,500人（アイスホッケー）、約5,000人（バスケットボール）

## アクセス
- JR（東北新幹線・八戸線）青い森鉄道線「八戸駅西口」から、徒歩約2分
- 八戸自動車道「八戸IC」から車で約12分、「八戸西スマートIC」から車で約5分

## 周辺施設
青森県立八戸西高等学校、三条小学校、三条中学校、八戸農業協同組合（JA八戸）、八戸地域地場産業振興センター（ユートリー）、ホテルメッツ八戸

## その他
- メダリスト - つるまいかだによるフィギュアスケート漫画。全日本ノービス大会の会場として当施設が作中に登場[6]。

## 関連施設
- 田名部記念アリーナ（南部山健康運動公園）
- 新井田インドアリンク（テクノルアイスパーク）
- 長根公園（長根リンク、YSアリーナ八戸）
- 東アイスアリーナ（現・フットサルアリーナ）